# Jorge Núñez
Jorge Martín Núñez (Asunción, 22 gennaio 1978) è un ex calciatore paraguaiano, di ruolo difensore.